# Evaristo Botella Asensi
Evaristo Botella Asensi (Alcoy, 27 de agosto de 1880 - Alcoy, 23 de septiembre de 1939) fue un político y dirigente republicano durante la guerra civil española, alcalde de Alcoy. Era, además, hermano de Juan Botella Asensi, quien fuera ministro de Justicia con Alejandro Lerroux.

## Biografía
Nacido en 1880, Evaristo Botella trabajó desde joven en una imprenta y, a lo largo de su vida, consiguió experiencia llegando a tener varios comercios en Alcoy y Alicante.
Se afilió de joven al Partido Republicano Radical, aunque en 1932 se unió a Izquierda Radical Socialista llegando a ser en 1937 dirigente provincial.
En el momento del golpe de Estado Evaristo era alcalde de Alcoy. Después del golpe, junto con el diputado socialista y amigo personal Salvador García Muñoz convocaron a los afiliados del Frente Popular, CNT y FAI (muy presentes en Alcoy) en una Junta de Defensa para defender la ciudad. Según información disponible en fuentes como el Centro Documental de la Memoria Histórica y el Instituto de Historia Social, entre 1936 y 1937 fueron asesinadas por parte del Comité Revolucionario de Defensa entre 109 y 131 personas vinculadas principalmente al alzamiento militar, a partidos falangistas y a la iglesia, siendo la población de la provincia de Alicante con más decesos. Las muertes se produjeron como parte de la represión contra aquellos considerados enemigos del régimen republicano. Ocurrieron sin juicio previo, siendo víctimas de fusilamientos, ajustes de cuentas y ejecuciones extrajudiciales. Aunque consiguió mantener Alcoy libre y evitar la sublevación militar, acabó dimitiendo como alcalde el 2 de octubre de 1936 por la presión sindicalista y el Comité Revolucionario de Defensa (CRD). El 12 de octubre de 1936 traspasó el ayuntamiento al Consejo Político Económico-Social (CEPS). 
Aunque dejó sus cargos públicos, siguió liderando el partido Izquierda Radical Socialista en la provincia de Alicante, fue encargado del abastecimiento de Albacete y Alicante y ayudó a muchos republicanos a exiliarse. Pasó el resto de la guerra en la población valenciana de Anna. 
En abril de 1939, tras finalizar la guerra, regresó a Alcoy donde fue denunciado y detenido. El 29 de mayo fue condenado a muerte por un Consejo de Guerra presidido por Juan Hidalgo Matías en el salón de plenos del ayuntamiento de Alcoy. Durante su encarcelamiento se negó a recibir auxilios espirituales. El 23 de septiembre a las 06:10 de la mañana fue fusilado en la boca del túnel número 4 de la inconclusa línea Alcoy-Alicante, muy cercano al cementerio municipal. Momentos antes de su ejecución escribió una carta para su familia a modo de despedida. El mismo día se le concedió el indulto, pero no llegó a tiempo.
Su hijo Evaristo Botella Moltó (1908-?), tipógrafo, fue miembro del sindicato UGT y de la Agrupación Socialista de Alcoy. Terminada la guerra fue detenido el 19 de abril de 1939 e internado en la Prisión de Alcoy, para ser trasladado al Reformatorio de Adultos de Alicante en diciembre del mismo año.